# Râul Borumlaca
Râul Borumlaca este un curs de apă, afluent al râului Barcău. 